# Saint-Avit-Saint-Nazaire
Saint-Avit-Saint-Nazaire é uma comuna francesa na região administrativa da Nova Aquitânia, no departamento da Gironda. Estende-se por uma área de 18,52 km². Em 2010 a comuna tinha 1 496 habitantes (densidade: 80,8 hab./km²).